# Mino Guerrini
Pour les articles homonymes, voir Guerrini.
Mino Guerrini, né le 16 décembre 1927 à Rome et mort à Rimini le 10 janvier 1990, est un réalisateur et scénariste italien.

## Filmographie partielle

### Comme réalisateur
- 1964 : L'Amour en quatre dimensions (Amore in quattro dimensioni), segment Amore e morte
- 1964 : Extraconiugale, segment Il mondo è dei ricchi
- 1964 : L'idea fissa, segment L'ultima carta e Basta un attimo
- 1965 : Su e giù, segment Questione di principio
- 1966 : Le Froid Baiser de la mort (Il terzo occhio)
- 1966 : Bazooka pour un espion (it) (Sicario 77, vivo o morto)
- 1967 : Homicide sur rendez-vous (Omicidio per appuntamento)
- 1968 : Gangster 70 (Gangsters '70)
- 1968 : Colpo di sole (it)
- 1969 : Oh dolci baci e languide carezze (it)
- 1971 : Riuscirà l'avvocato Franco Benenato a sconfiggere il suo acerrimo nemico il pretore Ciccio De Ingras?
- 1972 : Les Autres Contes de Canterbury (Gli altri racconti di Canterbury)
- 1972 : Décaméron 2 (Decameron nº 2 - Le altre novelle del Boccaccio)
- 1973 : Si, si, mon colonel (Un ufficiale non si arrende mai nemmeno di fronte all'evidenza, firmato Colonnello Buttiglione'')
- 1973 : Le favolose notti d'oriente (it)
- 1974 : On demande professeur accompagné de ses parents (Professore venga accompagnato dai suoi genitori)
- 1974 : Vive la quille (Il colonnello Buttiglione diventa generale)
- 1975 : Buttiglione diventa capo del servizio segreto
- 1976 : Jeune fille au pair (La ragazza alla pari)
- 1976 : Vinella e Don Pezzotta (it)
- 1977 : Le Kolonel pédale dans la choucroute (Von Buttiglione Sturmtruppenführe)
- 1982 : Cuando calienta el sol... vamos alla playa (it)
- 1986 : Les Mines du Kilimandjaro (Le miniere del Kilimangiaro)

### Comme scénariste
- 1960 : Les Plaisirs du samedi soir (I piaceri del sabato notte) de Daniele D'Anza
- 1963 : La Fille qui en savait trop (La ragazza che sapeva troppo) de Mario Bava
- 1963 : L'Appartement du dernier étage (L'attico) de Gianni Puccini